# 強訴
強訴（ごうそ）とは強硬な態度で相手に訴えかける行動を指す。「嗷訴」とも。
特に日本の平安時代中期以後、寺社勢力が仏神の権威と武力を背景に、集団で朝廷・幕府に対して行った訴えや要求、江戸時代に農民が領主に対して年貢減免などを要求したことを指す。

## 寺社勢力による強訴
寺社勢力は朝廷や幕府に自らの要求を飲ませるため、武装した衆徒（僧兵など）や神人を集団で向かわせる実力行使を度々行っていた。
自分たちの寺社に関わる何らかの問題が発生した場合、僧兵たちは裹頭（かとう）と呼ばれる覆面をつけ、声色を変えた上で提起を行い、賛成のものは「尤も尤も」、反対のものは「謂われなし」と声を上げ、ひとたび決した議決には異論を差し挟まず即座に行動に出た。
礫による実力行使も行われたが、神意（天狗礫）として正当化するなどしていた。
特に「南都北嶺」と並び称された奈良の興福寺と比叡山延暦寺は強訴の常連で、興福寺は春日大社の神木（春日神木）、延暦寺は日吉大社の神輿などの「神威」をかざして洛中内裏に押し掛けて要求を行い、それが通らない時は、神木・神輿を御所の門前に放置し、政治機能を実質上停止させるなどの手段に出た。神木を使う前者を「榊振り」、神輿を使う後者を「神輿振り」とも呼び、神輿振りは1095年の強訴が最初とされる。
『平家物語』の巻一には、白河法皇が「賀茂川の水、双六の賽、山法師、是ぞわが心にかなわぬもの」と嘆いたという逸話（天下三不如意）があり、延暦寺の山法師（僧兵）による強訴は、氾濫を繰り返す鴨川（自然）やサイコロの目（確率）と同じく、天皇ですら制御できないものとして嘆いたものである｡
興福寺の榊振りの場合は、まず訴訟の宣言として、神木を本殿から移殿へ移し（御遷座）、訴えが聞き入れられれば本殿へ戻し（御帰座)、聞き入れられなければ興福寺前の金堂に移し、それでもまだ聞き入れられない場合は神木を先頭にして京に向かって大行進を始め、木津で一旦駐留し（御進発）、それでもまだ聞き入れられないなら宇治平等院まで北上し、それでもだめな場合にいよいよ入洛する、という手順だった。
また、伊勢神宮でも禰宜以下の神人が祭主などを無視して直接京都に訴え出ることが10世紀以降しばしば行われ、鎌倉時代には「神宮大訴」と呼ばれていたが、これも強訴・越訴の一種である。
強訴の理由は寺社の荘園を国司が侵害したり、競合する寺社が今までより優遇措置を得ることなどである。朝廷は強訴を押さえるため、武士の武力を重用した。これにより、武士が中央政界での発言権を徐々に持つようになる。これ以降の日本では朝廷、武家、寺社勢力が権力を三分することになる。
寺社の強訴は平安時代から室町時代ごろまで盛んだったが、その後寺社権門の衰退と共に廃れていった。一方で武士にも仏教が浸透し、複雑な関係となった。

### 年表
| 和暦   | 西暦   | 月日 （旧暦） | 寺社           | 内容 | 出典             |
| ------ | ------ | ------------- | -------------- | --- | ---------------- |
| 安和元 | 968年  | 7月15日       | 興福寺         | 寺田を巡る東大寺との抗争 | 大宮文書         |
| 天元4  | 981年  | 12月15日      | 延暦寺         | 円仁派による法性寺座主・余慶（円珍派）の罷免要求 | 扶桑略記         |
| 寛和2  | 986年  | 2月26日       | 興福寺         | 備前国鹿田荘における備前守・藤原理兼の濫行を訴える | 日本紀略         |
| 寛和2  | 986年  | 7月13日       | 興福寺         | 大和守・源頼親の罪科を問う | 一代要記         |
| 寛弘元 | 1004年 | 2月26日       | 摂津住吉社     | 神人を負傷させた摂津守・藤原説孝を訴える | 御堂関白記       |
| 寛弘元 | 1004年 | 3月24日       | 宇佐八幡宮     | 大宰権帥・平惟仲の非法を訴える。6月8日、惟仲の執務停止 | 日本紀略         |
| 寛弘3  | 1006年 | 7月13日       | 興福寺         | 藤原道長に国内の田畑損亡を愁訴 | 日本紀略         |
| 寛仁元 | 1017年 | 6月22日       | 興福寺         | 神木を奉じて入洛（理由不明） | 大宮文書         |
| 万寿4  | 1027年 | 4月26日       | 延暦寺         | 法成寺の尼戒壇設立に抗議 | 小右記           |
| 長元元 | 1028年 | 10月13日      | 金峰山         | 大和守・藤原保昌の苛政を訴える | 左経記           |
| 長暦3  | 1039年 | 2月18日       | 延暦寺         | 藤原頼通に明尊（寺門派）の天台座主補任を抗議。3月16日、僧徒が頼通の高陽院邸に放火 | 扶桑略記         |
| 治暦2  | 1066年 | 1月7日        | 興福寺         | 神木を奉じて入洛（理由不明） | 大宮文書         |
| 承暦3  | 1079年 | 6月2日        | 延暦寺         | 祇園別当職の譲補を要求 | 為房卿記         |
| 永保元 | 1081年 | 3月25日       | 多武峰         | 興福寺の濫行を訴える | 帥記             |
| 永保2  | 1082年 | 3月25日       | 熊野           | 尾張国館人の熊野神人殺害に抗議 | 扶桑略記         |
| 応徳2  | 1085年 | 7月20日       | 興福寺         | 寺家荘園の押領を訴える | 為房卿記         |
| 寛治2  | 1088年 | 2月1日        | 宇佐八幡宮     | 宇佐神輿を射たとして、前大宰大弐・藤原実政を訴える。11月30日、実政を伊豆に配流 | 中右記           |
| 寛治6  | 1092年 | 9月18日       | 日吉社         | 藤原為房・仲実の下人による神人暴行を訴える。為房を阿波権守に左遷、仲実を安芸に配流 | 中右記           |
| 寛治7  | 1093年 | 8月26日       | 興福寺         | 近江守・高階為家による春日神人暴行を訴える。為家を土佐に配流 | 後二条師通記     |
| 嘉保2  | 1095年 | 10月24日      | 延暦寺         | 美濃守・源義綱の流罪を要求（初の日吉神輿入洛）。中務丞・源頼治が防ぎ、僧徒を射殺（頼治は4年後に佐渡へ配流） | 中右記           |
| 康和4  | 1102年 | 5月8日        | 延暦寺         | 藤原忠実に仁源の法成寺長吏補任を要求 | 中右記           |
| 康和4  | 1102年 | 8月5日        | 興福寺         | 衆徒が蜂起して権別当・範俊の房舎を破壊。8月12日、朝廷は宇治橋を壊して衆徒入京を阻止 | 中右記           |
| 康和4  | 1102年 | 9月28日       | 東大寺         | 同寺八幡の神輿を奉じて入洛。興福寺の濫行を訴える | 中右記           |
| 康和5  | 1103年 | 3月25日       | 興福寺         | 藤原忠実に維摩会竪者の改補を要求 | 中右記           |
| 康和5  | 1103年 | 7月22日       | 延暦寺         | 大衆が法皇御所に参集（理由不明） | 殿暦             |
| 長治元 | 1104年 | 2月15日       | 石清水八幡宮   | 高信の修理別当補任に反対。2月22日、朝廷が高信の補任を撤回 | 中右記           |
| 長治元 | 1104年 | 6月19日       | 越前気比社     | 国守・高階為家の非法を訴える | 中右記           |
| 長治2  | 1105年 | 1月1日        | 延暦寺         | 祇園神輿を奉じて入洛。円僧寺探題・証観の罷免を要求。1月2日、朝廷認可により神輿帰座 | 殿暦             |
| 長治2  | 1105年 | 6月23日       | 日吉社・祇園社 | 検非違使・中原範政の兵が祇園社神人と闘争したことに抗議 | 中右記           |
| 長治2  | 1105年 | 8月29日       | 延暦寺・日吉社 | 筑前大山寺竈門宮で日吉社神人を殺害した大宰権帥・藤原季仲の罷免を要求。10月28日、季仲罷免 | 中右記           |
| 長治2  | 1105年 | 10月30日      | 延暦寺         | 藤原季仲の断罪を要求。12月29日、季仲を周防に配流 | 中右記           |
| 天仁元 | 1108年 | 3月23日       | 延暦寺・園城寺 | 東寺の僧が尊勝寺灌頂阿闍梨となった事を咎める | 中右記           |
| 天仁元 | 1108年 | 4月1日        | 延暦寺         | 大衆数千人が神輿を奉じて入洛。朝廷、源平二氏の兵を派遣して防御 | 中右記           |
| 天永3  | 1112年 | 3月13日       | 延暦寺         | 尊勝寺灌頂阿闍梨の事を訴える | 中右記           |
| 天永3  | 1112年 | 10月18日      | 下総香取社     | 藤原忠実に国司の非法を訴える | 殿暦             |
| 永久元 | 1113年 | 閏3月20日     | 興福寺         | 清水寺別当・円勢（延暦寺系）の罷免を要求。閏3月22日、円勢に代えて永縁（興福寺系）を補任 | 殿暦             |
| 永久元 | 1113年 | 閏3月29日     | 延暦寺         | 大衆数千人が清水寺の房舎を破壊して、法皇御所に参集。興福寺衆徒による祇園社神人暴行を訴える。白河法皇、権少僧都・実覚を流罪として延暦寺を慰撫                                                                                             | 殿暦             |
| 永久元 | 1113年 | 4月5日        | 興福寺         | 裁定の撤回を求め、京中で延暦寺大衆と対峙。4月10日、朝廷が両寺に勅命。僧徒が兵仗を帯びて上京する事を禁止 | 中右記           |
| 永久元 | 1113年 | 4月29日       | 興福寺         | 延暦寺攻撃を企図。朝廷、平正盛・平忠盛・源重時を宇治に派遣。4月30日、合戦となり衆徒追却（永久の強訴） | 中右記           |
| 永久2  | 1114年 | 3月30日       | 興福寺         | 金峰山別当の不法を訴える | 中右記           |
| 永久4  | 1116年 | 8月13日       | 興福寺         | 讃岐守・藤原顕能を訴える | 殿暦             |
| 永久4  | 1116年 | 10月16日      | 園城寺         | 法勝寺を訴える | 殿暦             |
| 永久5  | 1117年 | 6月1日        | 興福寺         | 春日神人を暴行した丹波雅康を訴える | 殿暦             |
| 保安元 | 1120年 | 8月22日       | 興福寺         | 和泉守・藤原雅隆による春日神人暴行を訴える。雅隆、罷免 | 中右記           |
| 保安4  | 1123年 | 7月18日       | 延暦寺         | 越前守・平忠盛が逮捕した悪僧の釈放を要求。忠盛と源為義に撃退され、神輿を棄てて逃走。9月12日、白河法皇、神輿を修造して日吉社に返還 | 百錬抄           |
| 保延3  | 1137年 | 2月9日        | 興福寺         | 権僧正・定海が権僧正・玄覚を超えて僧正に任じられたことに抗議。2月16日、定海に代わり、玄覚を僧正に任命 | 中右記           |
| 保延4  | 1138年 | 4月29日       | 延暦寺         | 加茂社領下司の日吉祭参加停止を要求。朝廷認可により帰山の途中、加茂神人の家宅を破壊 | 百錬抄           |
| 天養元 | 1144年 | 11月6日       | 興福寺         | 藤原頼長に荘園検注を実施した大和守・源忠清を流罪にするよう要求 | 台記             |
| 久安3  | 1147年 | 4月7日        | 延暦寺         | 加賀白山社を末社にする事を要求。5月4日、鳥羽法皇、認可。 | 台記             |
| 久安3  | 1147年 | 6月28日       | 延暦寺         | 祇園社頭の闘乱で宝殿が破損した事につき、平忠盛・清盛父子の処罰を訴える（祇園闘乱事件）。7月24日、清盛、贖銅三十斤 | 本朝世紀         |
| 久安4  | 1148年 | 8月26日       | 興福寺         | 入京を図る（理由不明）。27日、藤原忠実が慰撫 | 台記             |
| 久安6  | 1150年 | 8月5日        | 興福寺・春日社 | 同寺別当の長期空席を訴える。16日、隆覚を別当に補任 | 台記             |
| 久寿元 | 1154年 | 9月7日        | 延暦寺         | 加賀国住人・林大夫光家が赦免された事に抗議。光家、再び禁固 | 兵範記           |
| 永暦元 | 1160年 | 10月12日      | 延暦寺         | 筑前竈門宮・安楽寺の焼亡、および菅原貞衡の事を訴える | 百錬抄           |
| 応保元 | 1161年 | 10月12日      | 延暦寺         | 日吉神輿を奉じて入洛、菅原資成と菅原貞衡の処分を訴える。17日、資成配流、貞衡解官 | 百錬抄           |
| 応保2  | 1162年 | 閏2月1日      | 延暦寺         | 覚忠の天台座主補任を拒絶 | 百錬抄           |
| 長寛元 | 1163年 | 3月3日        | 延暦寺         | 園城寺の僧を比叡山で受戒させる事を要求。5月22日、園城寺に延暦寺での受戒を命令 | 山門日吉活套記   |
| 長寛元 | 1163年 | 5月29日       | 興福寺         | 延暦寺を興福寺の末寺とし、園城寺の僧を興福寺で受戒させる事を要求。6月9日、延暦寺大衆が園城寺を攻撃し、堂塔房舎を焼く | 百錬抄           |
| 永万元 | 1165年 | 8月9日        | 延暦寺・興福寺 | 8月7日の二条天皇葬儀において墓所に掛ける寺額の順序を巡る争論により、延暦寺大衆が清水寺を焼き討ち。興福寺衆徒も入京するが、朝廷が制止 | 顕広王記         |
| 永万元 | 1165年 | 10月27日      | 興福寺         | 天台座主・俊円の流罪を要求、28日、俊円配流 | 百錬抄           |
| 仁安2  | 1167年 | 5月13日       | 興福寺         | 前別当・恵信の流罪を訴える。25日、恵信を伊豆へ配流 | 古今最要抄       |
| 嘉応元 | 1169年 | 12月23日      | 延暦寺         | 尾張国目代が美濃国平野荘住人を暴行した事件につき、尾張知行国主・藤原成親の処罰を訴えて内裏に乱入（嘉応の強訴）。24日、成親を備中に配流。目代・政友は禁獄。28日、事件を処理した平時忠・平信範に奏事不実があったとして両名を配流。成親召還 | 玉葉             |
| 嘉応2  | 1170年 | 1月7日        | 延暦寺         | 裁定逆転に抗議。朝廷、武士を鴨河原に派遣して防御。2月6日、時忠・信範召還、成親解官。4月28日、成親還任 | 玉葉             |
| 承安元 | 1171年 | 9月21日       | 興福寺         | 前下野守・信遠の処罰および末寺荘園50余箇所の立券を求める。松殿基房が慰撫 | 玉葉             |
| 承安2  | 1172年 | 12月21日      | 興福寺         | 平重盛の家人による春日神人殺害を訴える。朝廷、武士を派遣して制止 | 玉葉             |
| 承安3  | 1173年 | 7月12日       | 延暦寺         | 6月25日の興福寺による多武峰攻撃に対して報復を企図。朝廷、延暦寺を慰撫。10月9日、多武峰襲撃の首謀者・覚輿を播磨に配流 | 玉葉             |
| 承安3  | 1173年 | 11月3日       | 興福寺         | 覚輿の宥免および天台座主の流罪を訴える。後白河法皇、武士を宇治に派遣して制止。11日、東大寺・興福寺以下南都15大寺ならびに諸国末寺荘園の没官を命じる                                                                                       | 玉葉             |
| 治承元 | 1177年 | 3月27日       | 加賀白山社     | 白山神輿を奉じ、加賀国目代・藤原師経の不法を訴える（白山事件）。30日、師経を備前に配流 | 玉葉             |
| 治承元 | 1177年 | 4月13日       | 延暦寺         | 日吉社・白山社の神輿を奉じて入洛、加賀守・藤原師高の流罪を訴える（兵の放った矢が神輿に当たる）。20日、師高を尾張に配流。5月6日、後白河法皇、西光の訴えにより天台座主・明雲を罷免。21日、明雲を伊豆に配流                                 | 玉葉             |
| 治承元 | 1177年 | 5月23日       | 延暦寺         | 近江国・粟津で大衆が明雲を奪還。29日、後白河法皇、延暦寺攻撃を企図し武器を携帯して京中を往来する輩の捕縛、諸国司への延暦寺の末寺・荘園の注進、近江・越前・美濃の国内武士動員を行う。6月1日、鹿ケ谷の陰謀が発覚。5日、明雲召還            | 玉葉             |
| 治承2  | 1178年 | 1月20日       | 延暦寺         | 後白河法皇が園城寺で灌頂を受けることに反発し、園城寺攻撃を企図。朝廷、使者を派遣して慰撫 | 玉葉             |
| 治承3  | 1179年 | 11月27日      | 興福寺         | 治承三年の政変で配流された前関白・松殿基房の帰京を求める | 玉葉             |
| 治承4  | 1180年 | 5月15日       | 園城寺         | 平氏討伐計画が露見した以仁王が園城寺に逃げ込む（以仁王の挙兵）。18日、延暦寺と興福寺に救援を要請 | 玉葉             |
| 治承4  | 1180年 | 10月20日      | 延暦寺         | 福原から平安京への還都を要求。27日、朝廷、延暦寺・園城寺に源頼朝に呼応する僧徒の糾弾を命じる。12月11日、平氏軍、源氏に応じた両寺の僧徒を掃討                                                                                             | 玉葉             |
| 治承4  | 1180年 | 12月6日       | 興福寺         | 衆徒が近江源氏に呼応して蜂起。28日、平重衡、興福寺・東大寺を攻撃（南都焼討）。翌年1月4日、興福寺・東大寺の寺領を没収、僧綱の官職を解く                                                                                                   | 玉葉             |
| 文治元 | 1185年 | 6月9日        | 興福寺         | 南都焼討をした平重衡の身柄引き渡しを要求。23日、重衡斬刑 | 吾妻鏡           |
| 文治4  | 1188年 | 8月5日        | 石清水八幡宮   | 頼朝の御家人・松井宗長を訴える。朝廷、宗長を土佐に配流 | 吾妻鏡           |
| 建久2  | 1191年 | 4月26日       | 延暦寺         | 日吉・祇園・北野の神輿を奉じて入洛。日吉社の神鏡を破損させた佐々木定綱・定重父子の断罪を訴える（建久二年の強訴）。29日、定綱は薩摩、その子息広綱は隠岐、定重は対馬、定高は土佐に配流。5月20日、定重は配流の途上で処刑                    | 吾妻鏡           |
| 建久5  | 1194年 | 7月5日        | 延暦寺         | 栄西・能忍による禅宗布教を糾弾。朝廷、布教を禁止 | 百錬抄           |
| 建久9  | 1198年 | 9月16日       | 延暦寺         | 西塔・横川の大衆が執当・実誓を訴える。実誓、禁獄 | 天台座主記       |
| 建久9  | 1198年 | 10月16日      | 興福寺         | 和泉守・平宗信を訴える。宗信、罷免 | 自暦記           |
| 正治2  | 1200年 | 6月25日       | 延暦寺         | 権中納言・徳大寺公継を訴える。公継、処罰 | 百錬抄           |
| 建仁元 | 1201年 | 9月30日       | 興福寺         | 訴える事あり（理由不明）。神木を金堂前に遷座 | 大宮文書         |
| 建仁2  | 1202年 | 10月7日       | 延暦寺・興福寺 | 祇園社と清水寺の境界争いに、両寺の僧徒が介入。朝廷、裁決を下す | 猪隈関白記       |
| 建仁3  | 1203年 | 8月28日       | 延暦寺         | 寺内の学生と堂衆の抗争につき、学生が堂衆の横暴を訴える。10月15日、朝廷、佐々木経高・盛綱らの兵を派遣して堂衆を討伐。翌年1月21日、近江守護・佐々木定綱が勅命により堂衆を攻撃                                                              | 明月記           |
| 元久2  | 1205年 | 10月          | 興福寺         | 法然の唱える専修念仏の禁制を要求 | 興福寺奏状       |
| 建暦元 | 1211年 | 8月20日       | 延暦寺         | 学生が堂衆の帰山許可に抗議。朝廷、慰撫 | 明月記           |
| 建保元 | 1213年 | 3月29日       | 延暦寺         | 越前守護代官と抗争。朝廷、代官を処罰 | 明月記           |
| 建保元 | 1213年 | 11月16日      | 興福寺         | 延暦寺が清水寺を末寺とした事を訴える。18日、朝廷、葉室光親を宇治に派遣して慰撫。天台座主・公円を罷免 | 明月記           |
| 建保2  | 1214年 | 4月16日       | 延暦寺         | 大衆が園城寺を襲撃して堂宇房舎を焼く。5月7日、朝廷、幕府に園城寺の造営を命じる | 吾妻鏡           |
| 建保2  | 1214年 | 8月7日        | 興福寺         | 園城寺の要請に応じ、神木入洛を図る。朝廷、宇治・勢多・淀に兵を派遣して制止 | 吾妻鏡           |
| 建保6  | 1218年 | 9月16日       | 延暦寺         | 石清水領筥崎宮留守・行偏らによる、延暦寺末寺・大山寺僧の殺害に抗議して、日吉・祇園・北野の神輿を奉じて入洛 | 吾妻鏡           |
| 承久元 | 1219年 | 8月16日       | 熊野           | 湯浅宗光を訴える。宗光、対馬に配流 | 高野山文書       |
| 嘉禄2  | 1226年 | 8月6日        | 金峰山         | 高野山衆徒による吉野蔵王堂放火に抗議。入京を図るが、制止。15日、朝廷、高野山衆徒の帰住と覚観の捕縛を命じる | 高野山文書       |
| 安貞元 | 1227年 | 2月15日       | 熊野           | 神輿入洛を図る（理由不明）。六波羅探題、制止 | 吾妻鏡           |
| 安貞元 | 1227年 | 6月22日       | 延暦寺         | 専修念仏の禁制を要求して蜂起。法然の大谷墳墓を破壊。7月6日、隆寛を陸奥、空阿弥陀仏を薩摩、幸西を壱岐へ配流（嘉禄の法難） | 明月記           |
| 安貞2  | 1228年 | 5月10日       | 興福寺         | 多武峰襲撃の件で罷免された別当・実尊の還補を訴える | 大宮文書         |
| 安貞2  | 1228年 | 6月6日        | 延暦寺         | 多武峰の焼亡を訴える。朝廷、武士を派遣して制止 | 百錬抄           |
| 寛喜元 | 1229年 | 3月29日       | 延暦寺         | 六波羅探題の武士による日吉社宮仕殺害を訴える。5月4日、三善為清を日向、大江貞知を大隈へ配流 | 明月記           |
| 寛喜元 | 1229年 | 11月2日       | 東大寺         | 九条道家に僧綱が訴える（理由不明） | 明月記           |
| 文暦元 | 1234年 | 6月4日        | 興福寺         | 大安寺相論の事につき神木動座 | 大宮文書         |
| 文暦元 | 1234年 | 10月1日       | 金峰山         | 山伏が九条教実の邸に群参して訴える | 百錬抄           |
| 嘉禎元 | 1235年 | 7月23日       | 延暦寺         | 佐々木信綱の子・高信による日吉社宮仕殺害に抗議して、神輿を奉じて入洛。武士と交戦。8月8日、朝廷、高信を豊後に配流 | 吾妻鏡           |
| 嘉禎元 | 1235年 | 7月27日       | 興福寺         | 寺領について訴えるため、神木動座 | 大宮文書         |
| 嘉禎元 | 1235年 | 12月22日      | 興福寺         | 石清水神人との水利争いを訴えて、神木を奉じて入洛。朝廷、六波羅探題に命じて制止 | 明月記           |
| 嘉禎2  | 1236年 | 8月8日        | 延暦寺         | 前年の強訴における首謀者の宥免を幕府に愁訴 | 百錬抄           |
| 嘉禎2  | 1236年 | 9月           | 興福寺         | 衆徒が城を築き兵具を備える。幕府、同寺の荘園を没収して、衆徒を鎮圧 | 吾妻鏡           |
| 嘉禎2  | 1236年 | 10月5日       | 興福寺         | 衆徒が再蜂起。幕府、大和に守護・地頭を設置。11月14日、南都鎮静化により、大和の守護・地頭を撤廃。荘園を返還 | 吾妻鏡           |
| 延応元 | 1239年 | 9月20日       | 延暦寺         | 四天王寺別当職の人事について、入洛を企図。六波羅探題、兵を派遣して防備 | 百錬抄           |
| 仁治元 | 1240年 | 5月14日       | 延暦寺         | 幕府に専修念仏禁制を要請 | 新編式目追加     |
| 建長元 | 1249年 | 8月14日       | 延暦寺         | 四天王寺別当職の人事について訴える | 百錬抄           |
| 建長7  | 1255年 | 8月15日       | 金峰山         | 神領地頭・源資国を訴える | 不知記           |
| 康元元 | 1256年 | 3月23日       | 北野宮         | 検非違使・章国を訴える。章国、越前へ配流 | 百錬抄           |
| 正嘉元 | 1257年 | 3月27日       | 園城寺         | 戒壇設立の勅許を求める。朝廷、六波羅探題に命じて鎮定 | 経俊卿記         |
| 正嘉元 | 1257年 | 5月11日       | 興福寺         | 寺領の事につき、神木遷座 | 古今最要抄       |
| 正嘉2  | 1258年 | 4月17日       | 延暦寺         | 園城寺戒壇の設立中止を訴えて、日吉神輿を奉じて入洛。5月1日、朝廷、園城寺戒壇宣下を停止 | 百錬抄           |
| 正嘉2  | 1258年 | 9月           | 園城寺         | 戒壇設立の勅許を求め、幕府に訴える | 三井続灯記       |
| 文応元 | 1260年 | 1月6日        | 延暦寺         | 園城寺への三摩耶戒壇建立許可に抗議して、日吉・祇園・北野の神輿を奉じて入洛。六波羅探題、鎮定。19日、朝廷、戒壇勅許を撤回。代償として四天王寺別当職を園城寺に与える                                                                       | 深心院関白記     |
| 文永元 | 1264年 | 3月23日       | 延暦寺         | 四天王寺別当職を園城寺に付与した事、前権大納言・藤原実藤による宮仕殺害を訴える。4月6日、四天王寺別当職を延暦寺に移管。実藤、淡路へ配流                                                                                                   | 外記日記         |
| 文永元 | 1264年 | 9月22日       | 興福寺         | 別当・円実を訴える。朝廷、円実の寺務を停止 | 外記日記         |
| 文永3  | 1266年 | 4月4日        | 興福寺         | 前別当・円実の流罪を要求 | 外記日記         |
| 文永4  | 1267年 | 6月25日       | 延暦寺         | 天台座主・澄覚の罷免を要求。澄覚、辞任 | 吉続記           |
| 文永5  | 1268年 | 6月17日       | 北野社         | 上皇御所に群参して、社堂修造を要請。許可 | 続史愚抄         |
| 文永6  | 1269年 | 6月17日       | 延暦寺         | 青蓮・梶井両門跡の人事につき天台座主・慈禅を訴えて、神輿を奉じて入洛。六波羅探題、出兵して制止 | 続史愚抄         |
| 建治元 | 1275年 | 5月15日       | 興福寺         | 寺領の事につき、神木遷座 | 古今最要抄       |
| 建治3  | 1277年 | 5月8日        | 興福寺         | 訴える事あり（理由不明）、神木遷座 | 続史愚抄         |
| 弘安元 | 1278年 | 5月12日       | 延暦寺         | 園城寺金堂供養を勅会に準じる措置に反発して、神輿を奉じて入洛。15日、朝廷、園城寺に与えた宣旨を撤回 | 勘仲記           |
| 弘安元 | 1278年 | 7月22日       | 興福寺         | 参議・葉室頼親を訴えて、神木を奉じて入洛。頼親、安芸へ配流 | 大宮文書         |
| 弘安2  | 1279年 | 5月4日        | 石清水八幡宮   | 赤山神人との裁判遅延に抗議して、神輿を奉じて入洛。撃退され、神輿を棄てて逃走 | 一代要記         |
| 弘安4  | 1281年 | 10月4日       | 興福寺         | 石清水神人の事を訴えて、神木を奉じて入洛 | 続史愚抄         |
| 弘安4  | 1281年 | 10月18日      | 金峰山         | 蔵王神輿を奉じて入洛 | 続史愚抄         |
| 弘安5  | 1282年 | 10月26日      | 延暦寺         | 四天王寺別当職の延暦寺所属を要求 | 勘仲記           |
| 弘安5  | 1282年 | 12月19日      | 興福寺         | 源具房・源資平を訴える。具房を安芸、資平を越前に配流（翌年3月11日、両名とも召還） | 勘仲記           |
| 弘安5  | 1282年 | 12月20日      | 石清水八幡宮   | 源氏公卿配流に抗議して、神輿を奉じて入洛 | 続史愚抄         |
| 弘安6  | 1283年 | 1月6日        | 延暦寺         | 四天王寺別当職の人事につき、神輿を奉じて禁中に乱入し、四脚門破壊など乱暴狼藉。後宇多天皇、近衛殿に避難 | 勘仲記           |
| 正応4  | 1291年 | 1月14日       | 興福寺         | 寺領吉田荘伝教院の事を訴える | 古今最要抄       |
| 正応4  | 1291年 | 3月8日        | 延暦寺         | 四天王寺別当職の人事について訴える | 実躬卿記         |
| 正応4  | 1291年 | 12月27日      | 興福寺         | 公卿の処罰を求めて、神木を奉じて入洛。翌年1月14日、藤原冬季・教経・光泰・宗冬・資高の5名を放氏に処す。4月22日、継氏（処分解除） | 実躬卿記         |
| 正応5  | 1292年 | 4月6日        | 延暦寺         | 神輿を動座。洛中騒動 | 伏見院御記       |
| 永仁2  | 1294年 | 7月13日       | 東大寺         | 同寺八幡宮神輿を奉じて入洛 | 勘仲記           |
| 永仁2  | 1294年 | 10月5日       | 興福寺         | 木津に神木を動座 | 古今最要抄       |
| 永仁5  | 1297年 | 6月19日       | 多武峰         | 神宝を奉じて入洛 | 歴代皇紀裏書     |
| 正安3  | 1301年 | 4月5日        | 興福寺         | 大和の民と闘争、神木遷座 | 春日社司祐春紀   |
| 乾元元 | 1302年 | 3月15日       | 興福寺         | 神木遷座（理由不明） | 古今最要抄       |
| 乾元元 | 1302年 | 12月29日      | 興福寺         | 神木遷座（理由不明） | 吉続記           |
| 嘉元元 | 1303年 | 4月11日       | 興福寺         | 神木遷座（理由不明） | 興福寺略年代記   |
| 嘉元元 | 1303年 | 8月19日       | 興福寺         | 河内坂田二荘において税を強奪した延暦寺僧、慈俊・頼俊を訴える。両名、配流 | 古今最要抄       |
| 嘉元2  | 1304年 | 9月26日       | 興福寺         | 6月に配流された興福寺僧の所領跡における地頭職の撤廃を求める。幕府、地頭職停止 | 続史愚抄         |
| 徳治2  | 1307年 | 12月5日       | 興福寺         | 近江守護・佐々木頼綱、達磨寺・仙海を訴えて、神木を宇治平等院に遷座。官兵、宇治橋を壊して防備。翌年7月12日、頼綱を尾張、仙海を三河へ配流                                                                                                  | 古今最要抄       |
| 延慶元 | 1308年 | 10月24日      | 延暦寺         | 東寺故僧正・益信へ本覚大師の号を贈った事に抗議。益信の大師号停止 | 本覚大師裏書     |
| 延慶元 | 1308年 | 11月23日      | 東大寺         | 延暦寺の濫訴に反発し、同寺八幡宮神輿を動座 | 本書大師裏書     |
| 延慶2  | 1309年 | 2月29日       | 東大寺         | 八幡宮神輿を奉じて入洛。益信の大師号回復を要請。7月20日、朝廷、益信の大師号を回復 | 皇年代私記       |
| 延慶2  | 1309年 | 7月28日       | 延暦寺         | 益信の復号停止を訴えて、神輿を奉じて入洛 | 皇年代私記       |
| 延慶2  | 1309年 | 12月5日       | 延暦寺         | 益信の復号停止を訴えて、再び入洛。翌年4月2日、延暦寺と仁和寺が益信大師号につき争論。11月30日、東寺が益信の大師号を辞退 | 皇年代私記       |
| 正和元 | 1312年 | 4月13日       | 興福寺         | 多武峰を訴える。6月9日、衆徒が多武峰を襲撃 | 続史愚抄         |
| 正和元 | 1312年 | 8月10日       | 東大寺         | 八幡宮神体を動座して訴える | 続史愚抄         |
| 正和元 | 1312年 | 8月25日       | 興福寺         | 神木を奉じて入洛。多武峰を訴える | 花園天皇宸記     |
| 正和3  | 1314年 | 3月17日       | 興福寺         | 神木を奉じて入洛。多武峰を訴える | 花園天皇宸記     |
| 正和3  | 1314年 | 閏3月4日      | 石清水八幡宮   | 神輿入洛。4月13日、帰座 | 花園天皇宸記     |
| 正和4  | 1315年 | 12月18日      | 東大寺         | 幕府が摂津渡辺・兵庫尼崎の関を停止した事に抗議、神輿を奉じて入洛 | 園太暦           |
| 文保元 | 1317年 | 5月30日       | 興福寺         | 大納言・花山院師信を訴えて、放氏とする。6月12日、継氏 | 園太暦           |
| 文保2  | 1318年 | 7月13日       | 興福寺         | 神木を金堂前に動座 | 園太暦           |
| 元応元 | 1319年 | 1月18日       | 東大寺         | 兵庫関の大覚寺への寄進に反対し、神輿を奉じて入洛。19日、六波羅探題、七条河原で制止 | 花園天皇宸記     |
| 元応元 | 1319年 | 4月5日        | 石清水八幡宮   | 神輿を奉じて入洛。検校栄清が防ぎ、神人を殺傷 | 武家年代記       |
| 元応2  | 1320年 | 2月14日       | 興福寺         | 神木を動座 | 古今最要抄       |
| 元応2  | 1320年 | 7月23日       | 石清水八幡宮   | 神輿入洛 | 花園天皇宸記     |
| 元応2  | 1320年 | 10月5日       | 延暦寺         | 日吉神人を禁獄した検非違使別当・吉田隆長を訴える。隆長、阿波へ配流 | 花園天皇宸記     |
| 元亨元 | 1321年 | 8月7日        | 興福寺         | 神木を動座 | 古今最要抄       |
| 正中2  | 1325年 | 6月23日       | 興福寺         | 前門主・別当覚尊を奉じて禅定院を襲撃し、現門主・聖信を追放。神木を金堂に動座。7月、聖信の党が禅定院・竜華樹院を焼く | 花園天皇宸記     |
| 正中2  | 1325年 | 8月21日       | 延暦寺         | 大衆入洛 | 花園天皇宸記     |
| 嘉暦2  | 1327年 | 8月22日       | 興福寺         | 神木を木津に動座 | 古今最要抄       |
| 嘉暦2  | 1327年 | 12月5日       | 石清水八幡宮   | 神輿入洛 | 続史愚抄         |
| 元徳2  | 1330年 | 6月22日       | 延暦寺         | 一向宗徒追放を訴える | 東寺執行日記     |
| 元弘3  | 1333年 | 3月28日       | 延暦寺         | 護良親王に呼応して六波羅探題と合戦。法勝寺で敗退 | 太平記           |
| 建武2  | 1335年 | 6月20日       | 興福寺         | 楠木正成の「井水違乱」を訴える。神木を木津に動座 | 古今最要抄       |
| 建武3  | 1336年 | 11月27日      | 興福寺         | 神木動座 | 古今最要抄       |
| 暦応2  | 1339年 | 11月9日       | 興福寺         | 神木を移殿に動座 | 園太暦           |
| 暦応3  | 1340年 | 10月23日      | 興福寺         | 開住西阿の寺領押領を訴えて、神木を木津に動座。入洛 | 園太暦           |
| 暦応3  | 1340年 | 10月25日      | 東大寺         | 幕府による伊賀党処罰緩和に抗議、神輿を大仏殿に移す | 東大寺文書       |
| 暦応3  | 1340年 | 10月26日      | 延暦寺         | 佐々木道誉・秀綱父子による妙法院焼き討ちを訴える。両名、配流 | 中院一品記       |
| 暦応3  | 1340年 | 12月19日      | 興福寺         | 神木を奉じて入洛。西阿の寺領押領を訴える | 中院一品記       |
| 康永2  | 1343年 | 3月18日       | 興福寺         | 神木を金堂、次いで宇治平等院に動座 | 師守記           |
| 康永2  | 1343年 | 6月14日       | 延暦寺         | 近江国浅井郡国衙分の事を訴えて、神輿を西塔釈迦堂に動座。同月、興福寺も同様の件を訴えて、宇治平等院釈迦堂に神木を動座 | 続史愚抄         |
| 康永3  | 1344年 | 8月15日       | 東大寺         | 伊賀国名張郡の事を訴えて、神輿を奉じて入洛。幕府、仁木義長を派遣して制止。神輿は五条橋に棄てられ、東寺に遷座 | 園太暦           |
| 康永3  | 1344年 | 11月18日      | 興福寺         | 摂津国鵜殿関を所望のため、神木を金堂に動座。不許可。翌年1月、神木・神輿在京により、朝廷の正月儀式行事が停止 | 園太暦           |
| 貞和元 | 1345年 | 7月8日        | 延暦寺         | 神輿を動座して天龍寺造営供養への光厳上皇臨幸阻止と、開山・夢窓疎石の処罰を要求。東大寺・興福寺も同調。8月14日、上皇臨幸中止 | 園太暦           |
| 貞和元 | 1345年 | 7月20日       | 興福寺         | 神木を木津、次いで宇治平等院に動座。柳原資明、放氏 | 園太暦           |
| 貞和2  | 1346年 | 8月11日       | 石清水八幡宮   | 検非違使庁下部が駒形神人を刃傷させた事に抗議 | 園太暦           |
| 貞和2  | 1346年 | 閏9月9日      | 延暦寺         | 持明院殿へ訴える | 大宮文書         |
| 貞和3  | 1347年 | 7月2日        | 興福寺         | 神木動座 | 園太暦           |
| 貞和4  | 1348年 | 4月14日       | 延暦寺         | 神輿を横川に動座、近江国栗見本荘の事を訴える。17日、帰座 | 大宮文書         |
| 貞和4  | 1348年 | 7月8日        | 興福寺         | 神木動座 | 園太暦目録       |
| 貞和5  | 1349年 | 5月27日       | 延暦寺         | 毘沙門堂実尊による児童殺害を訴え、神輿を山上に移す。8月18日、北朝、実尊を信濃へ配流 | 園太暦           |
| 観応2  | 1351年 | 5月20日       | 延暦寺         | 神輿を山上に動座して、佐々木氏頼の濫妨を訴える | 園太暦           |
| 文和4  | 1355年 | 5月20日       | 延暦寺・興福寺 | 両寺がそれぞれ神輿・神木を動座 | 愚管記           |
| 延文元 | 1356年 | 7月13日       | 興福寺         | 神木を金堂に動座、寺領越前坪井・川口両荘の事を訴える | 愚管記           |
| 延文元 | 1356年 | 7月18日       | 東大寺         | 伊賀国人の同寺八幡宮神人殺害を訴え、神輿を奉じて入洛。延文5年（1360年）2月3日、帰座 | 園太暦           |
| 延文2  | 1357年 | 4月24日       | 石清水八幡宮   | 神人が日吉社の騎馬役を拒否し、神輿を奉じて入洛 | 園太暦           |
| 延文2  | 1357年 | 9月8日        | 延暦寺         | 近江守護・佐々木氏頼による寺領押領と日吉神人殺害を訴え、神輿を山上に動座 | 園太暦           |
| 延文3  | 1358年 | 2月3日        | 延暦寺         | 佐々木氏頼の断罪を訴え、入京を図る | 愚管記           |
| 康安元 | 1361年 | 6月9日        | 興福寺         | 近江守護が寺領近江坂田・大国両荘に侵入し、神人を殺害して民家を焼いた事を訴え、神木を奉じて入洛。朝廷、幕府に命じて制止 | 後愚昧記         |
| 貞治2  | 1363年 | 6月17日       | 石清水八幡宮   | 祇園社馬上役を拒否し、神輿を奉じて入洛。神輿を投棄 | 古今最要抄       |
| 貞治3  | 1364年 | 6月17日       | 興福寺         | 神木を奉じて入洛し、越前守護・斯波高経の河口荘掠奪を訴える | 師守記           |
| 貞治6  | 1367年 | 6月26日       | 南禅寺         | 園城寺衆徒が南禅寺設置の関二ヶ所を破壊し、禅僧を殺害した事を訴える。幕府、園城寺の三関を焼く | 愚管記           |
| 貞治6  | 1367年 | 7月5日        | 石清水八幡宮   | 播磨社領の事を訴え、神輿を奉じて入洛。20日、帰座 | 師守記           |
| 応安元 | 1368年 | 6月19日       | 石清水八幡宮   | 神輿を奉じて入洛。幕府、兵を派遣して制止 | 花営三代記       |
| 応安元 | 1368年 | 7月26日       | 延暦寺         | 南禅寺の定山祖禅が『続正法論』で諸宗を非難していることに反発し、祖禅と春屋妙葩の流罪を要求。朝廷、天台座主を通じて慰撫。8月26日、大衆が神輿を奉じて入洛                                                                                  | 後愚昧記         |
| 応安2  | 1369年 | 4月20日       | 延暦寺         | 神輿を奉じて入洛し、南禅寺を訴える。法成寺で土岐康行に防がれ、火を放って撤退 | 後愚昧記         |
| 応安2  | 1369年 | 7月27日       | 延暦寺         | 南禅寺を訴える。幕府、南禅寺の楼門を破壊。京都五山住持、退院 | 後愚昧記         |
| 応安3  | 1370年 | 6月17日       | 石清水八幡宮   | 負物催促（借金取立て）と称し、神輿を奉じて入洛。社務栄清が大渡で防ぎ、交戦 | 花営三代記       |
| 応安4  | 1371年 | 12月2日       | 興福寺         | 一乗院門主・実玄と大乗院門主・教信の罷免を求め、神木を奉じて入洛。さらに両院を攻撃し、両人の流刑を要求。翌年1月22日、両門主を還俗させ、実玄を伊豆、教信を土佐、頼乗を隠岐、覚成を佐渡へ配流                                              | 花営三代記       |
| 応安7  | 1374年 | 6月20日       | 延暦寺         | 神輿修造の延滞を訴え、日吉・祇園・北野の神人とともに神輿六基を奉じて入洛 | 後愚昧記         |
| 応安7  | 1374年 | 11月15日      | 興福寺         | 大乗院教信、前参議・安居院行知、三宝院僧正・光済らを訴える。教信以下、流罪 | 後愚昧記         |
| 永和3  | 1377年 | 9月27日       | 興福寺         | 東北院兼円の処罰を訴え、神木を宇治に動座。10月10日、細川頼元が討伐。11月26日、神木帰座 | 愚管記           |
| 永和4  | 1378年 | 10月9日       | 興福寺         | 寺社領の事を訴え、神木動座 | 愚管記           |
| 康暦元 | 1379年 | 8月14日       | 興福寺         | 幕府が要求を聞き入れない事に怒り、神木を奉じて入洛。翌年12月15日、神木帰座 | 愚管記           |
| 永徳元 | 1381年 | 5月18日       | 石清水八幡宮   | 神輿を奉じて入洛 | 続史愚抄         |
| 至徳元 | 1384年 | 5月28日       | 石清水八幡宮   | 神輿を奉じて入洛。東寺に入る | 後鑑             |
| 応永20 | 1413年 | 6月25日       | 延暦寺         | 日蓮宗妙本寺・具覚の僧正補任撤回を要求。配下の犬神人が、法華堂を破壊 | 満済准后日記     |
| 応永22 | 1415年 | 6月13日       | 延暦寺         | 近江守護・六角満高を訴え、神輿を奉じて入洛。24日、幕府制止 | 満済准后日記     |
| 応永25 | 1418年 | 4月18日       | 熊野           | 守護・畠山満家による社領違乱を訴え、神輿を奉じて田辺に至り、満家の兵と交戦。幕府、両者を和解させる | 看聞日記         |
| 応永31 | 1424年 | 6月14日       | 石清水八幡宮   | 薬師堂に集結し、幕府に新座米売買停止などを要求 | 看聞日記         |
| 応永31 | 1424年 | 10月14日      | 石清水八幡宮   | 再び強訴。幕府、兵を派遣して制止 | 看聞日記         |
| 応永34 | 1427年 | 6月27日       | 延暦寺         | 前参議・高倉永藤を訴える。永藤、流罪 | 後鑑             |
| 永享5  | 1433年 | 7月19日       | 延暦寺         | 十二ヶ条からなる訴状を掲げ、光聚院猷秀、飯尾為種、赤松満政らの処罰を求める。25日、幕府、園城寺衆徒に命じて勢多橋を警固 | 看聞日記         |
| 永享5  | 1433年 | 閏7月7日      | 延暦寺         | 再び光聚院猷秀らの処罰を要求。26日、猷秀を土佐、飯尾為種を尾張へ配流。赤松満政、幽閉 | 看聞日記         |
| 永享5  | 1433年 | 8月12日       | 延暦寺         | 園城寺の強訴不参加を責めて同寺を襲撃。幕府、斯波義淳に命じて園城寺救援。11月27日、幕府、山名・斯波氏の軍を派遣して延暦寺を攻撃。12月12日、大衆降伏。首謀者の僧・兼宗を捕縛                                                               | 看聞日記         |
| 永享6  | 1434年 | 8月23日       | 延暦寺         | 鎌倉と通じて将軍・足利義教を呪詛。幕府、六角満綱・京極持高らを派遣して寺領を没収。大衆、抗議のため日吉神輿を奉じて入洛 | 看聞日記         |
| 永享6  | 1434年 | 10月4日       | 延暦寺         | 神輿を奉じて入洛。幕府の兵に撃退され、神輿を棄てて逃走 | 看聞日記         |
| 永享6  | 1434年 | 11月6日       | 延暦寺         | 大衆、根本中堂に立て籠もる。19日、幕府、諸将を派遣して攻撃。26日、土岐持頼・持益の軍が坂本を攻撃。12月6日、大衆降伏。18日、幕府、没収した寺領を返付                                                                                      | 看聞日記         |
| 永享7  | 1435年 | 2月5日        | 延暦寺         | 2月4日に幕府が延暦寺僧を捕らえて処刑した事に抗議し、大衆が総持院・根本中堂を焼いて24人自害。翌年10月11日、根本中堂上棟式 | 看聞日記         |
| 嘉吉3  | 1443年 | 9月19日       | 園城寺         | 金堂に集結して訴える | 看聞日記         |
| 文安元 | 1444年 | 4月7日        | 延暦寺         | 釈迦堂に集結して訴える（文安の麹騒動） | 康富記           |
| 文安元 | 1444年 | 10月13日      | 延暦寺         | 坂本の馬借が、妙法院門主・日厳院の改易を要求 | 東大寺文書       |
| 宝徳元 | 1449年 | 6月           | 延暦寺         | 訴える事あり | 高野春秋         |
| 宝徳2  | 1450年 | 7月17日       | 熊野           | 諸国の山伏が新熊野に参集し、神輿を奉じて和泉半国守護・細川常有邸の襲撃を図る | 康富記           |
| 宝徳3  | 1451年 | 8月           | 延暦寺         | 訴える事あり、神輿動座 | 康富記           |
| 宝徳3  | 1451年 | 9月6日        | 興福寺         | 幕府による兵庫関接収に抗議し、神木を奉じて入洛。幕府、関を返還 | 康富記           |
| 宝徳3  | 1451年 | 11月13日      | 延暦寺         | 神輿を奉じて入洛。幕府、綸旨を請い、天台座主を通じて慰撫 | 師郷記           |
| 康正元 | 1455年 | 7月26日       | 興福寺         | 大和七大寺の衆徒が畠山義就による片岡某討伐を阻止するため、神木を奉じて入洛。管領・細川勝元、制止 | 康富記           |
| 康正元 | 1455年 | 12月19日      | 延暦寺         | 幕府が同寺領・近江中荘を円明坊に与えた事に反発し、神輿動座。幕府、同荘を延暦寺に還付 | 大乗院日記目録   |
| 康正2  | 1456年 | 6月5日        | 興福寺         | 幕府の用銭賦課を拒否して蜂起。幕府、僧・懐賢を処刑 | 師郷記           |
| 長禄2  | 1458年 | 12月23日      | 延暦寺         | 延暦寺領とされていた東寺領・京都八条唐橋の田地の件で訴える。幕府、東寺に同地を還付 | 大乗院寺社雑事記 |
| 寛正4  | 1463年 | 12月23日      | 興福寺         | 細川勝元の寺訴阻止に反発し、春日社の門を閉ざして神木動座 | 高野春秋         |
| 文正元 | 1466年 | 12月12日      | 延暦寺         | 京極持清の不法を訴え、神輿を奉じて入洛。祇園社に集結して、持清邸襲撃を企図。侍所所司代・多賀高忠逃亡。失火により祇園社焼失 | 大乗院寺社雑事記 |
| 応仁元 | 1467年 | 12月11日      | 延暦寺         | 日吉神輿を奉じて入洛 | 大乗院寺社雑事記 |
| 文明3  | 1471年 | 10月11日      | 延暦寺         | 東路を塞ぎ、真野新関の廃止を求める。幕府、認可 | 大乗院寺社雑事記 |
| 文明14 | 1482年 | 10月11日      | 延暦寺         | 神輿を横川中堂に動座し、近江守護・六角高頼による寺領押領を訴える。闘争・放火により中堂・神輿が焼失 | 大乗院寺社雑事記 |
| 文明17 | 1485年 | 8月25日       | 興福寺         | 幕府が興福寺所管の兵庫関月保銭を没収して、等持寺・相国寺・北野社などに与えた事に抗議。幕府、興福寺に返還 | 大乗院寺社雑事記 |
| 明応8  | 1499年 | 7月20日       | 延暦寺         | 前将軍・足利義尹に呼応。管領・細川政元、兵を派遣して根本中堂以下の堂宇を焼く | 実隆公記         |
| 文亀元 | 1501年 | 2月28日       | 興福寺         | 細川政元配下の赤沢朝経による寺領押領を訴え、神木を別殿に動座。6月5日、神木帰座（最後の神木移座） | 実隆公記         |
| 文亀2  | 1502年 | 7月18日       | 興福寺         | 幕府が赤沢朝経を処罰しない事に反発。南都七大寺および春日社が全ての門を閉鎖 | 実隆公記         |
| 永正2  | 1505年 | 4月19日       | 東大寺         | 多武峰衆徒が末寺の崇敬寺・阿倍寺を焼いた事を訴える | 宣胤卿記         |
| 永正14 | 1517年 | 4月12日       | 興福寺         | 山城普賢寺悪党成敗の遅延に対し、七大寺・十五大寺の衆徒とともに訴える | 東寺過去帳       |
| 大永4  | 1524年 | 7月23日       | 延暦寺         | 日蓮宗徒の追放を管領・細川高国を通じて朝廷に奏請 | 後鑑             |
| 天文5  | 1536年 | 7月27日       | 延暦寺         | 日蓮宗の法華宗号停止を幕府に訴える。不許可により、兵を率いて入京。日蓮衆徒を攻撃し、寺院21ヶ所を焼く（天文法華の乱） | 厳助往年記       |
| 天文8  | 1539年 | 10月          | 延暦寺         | 朝廷が知恩院始祖・法然に光照菩薩号を贈ろうとした事に抗議。贈号中止 | 厳助往年記       |
| 天文9  | 1540年 | 10月20日      | 延暦寺         | 朝廷が根来寺開祖・覚鑁に自性大師号を贈った事に反発し、神輿を奉じて訴える。朝廷、大師号の授与を停止 | 言継卿記         |
| 永禄11 | 1568年 | 9月           | 延暦寺         | 永禄寺が年号を寺号に用いた事に反発し、朝廷に訴える。南蛮寺に改称 | 多聞院日記       |
| 永禄12 | 1569年 | 10月24日      | 延暦寺         | 織田信長による寺社領没収を朝廷に訴える。翌年9月25日、信長、比叡山を包囲して降伏を勧告。僧徒拒否 | 多聞院日記       |
| 元亀2  | 1571年 | 9月12日       | 延暦寺         | 朝倉氏に呼応。織田信長、比叡山を攻撃して全山焼尽（比叡山焼き討ち） | 言継卿記         |

### 主な事例
- 永久の強訴
- 祇園闘乱事件
- 嘉応の強訴
- 白山事件（鹿ケ谷の陰謀）
- 建久二年の強訴

## 農民による強訴
江戸時代にお上に対し農民が集団で訴える事を強訴と呼んでいた。いわゆる百姓一揆のこと。年貢の減免や村役人の交代などが訴えられたが、とくに幕末期には世直し一揆が各地で頻発した。
慶応4年（1868年）3月の五箇条の御誓文とほぼ同時に掲げられた五榜の掲示では、徒党や逃散とともに明治新政府によって禁止された。とは言え、それで民衆が唯々諾々と従うわけもなく、明治年間にも血税一揆や地租改正反対一揆などが発生している。

## 関連文献
- 勝野隆信『僧兵』至文堂〈日本歴史新書〉、1955年。
- 日置英剛『僧兵の歴史』戎光祥出版、2003年。